# Enrique Jorrín
Enrique Jorrin (Candelaria, 1926 — Havana, 12 de dezembro de 1987) foi um compositor cubano. 

## Biografia
Ainda criança mudou com sua família para El Cerro, bairro de Havana.  Seu interesse pela música começou aos 11 anos, quando resolveu estudar violino e ingressou no Conservatório Municipal de Havana. Em 1941 tornou-se membro da orquestra Hermanos Contreras e em  seguida ingressaria  na orquestra de Antonio Arcaño y sus Maravillas até fundar no ano de 1954 sua própria orquestra que levaria seu nome.
Em 1954,  Enrique Jorrin transferiu-se com sua Orquestra America para o México. Foi o criador do “cha-cha-cha”.